# الألف (قصة قصيرة)
الألف أو بالإسبانية (El Aleph) هي قصة قصيرة من تأليف الكاتب والشاعر الأرجنتيني خورخي لويس بورخيس، وقد نُشرت لأول مرة عام 1945، كما أعيد طبعها في مجموعة الكاتب للقصة القصيرة الألف والقصص الأخرى عام 1949، ليراجعها المؤلف بعد ذلك عام 1974.